# المنسف (مادبا)
المنسف منطقة سكنية تقع في لواء ذيبان، محافظة مادبا في الأردن. تنتمي المنطقة لقضاء مليح الذي يضم 13 منطقة. يقدر عدد سكانها بـ 584 نسمة حسب إحصاء 2015.

## الوصلات الخارجية
- دائرة الاحصاءات العامة